# Roderick Cook
Roderick Cook (* 9. Februar 1932 in London; † 17. August 1990 in Los Angeles) war ein britisch-amerikanischer Schauspieler, Autor und Theaterregisseur.

## Leben
Der 1932 in London geborene Cook studierte am Queens’ College in Cambridge.
Er trat zunächst vor allem auf den Bühnen des Londoner West Ends auf und etablierte sich dort in den 1950er Jahren als Shakespeare-Darsteller. Ende der 1950er Jahre übernahm er auch erste Rollen in Film- und Fernsehproduktionen. Anfang der 1960er Jahre zog er in die Vereinigten Staaten und nahm später auch die US-amerikanische Staatsbürgerschaft an. Im November 1961 gab er sein Debüt am Broadway im Musical Kean. 1972 schrieb er die auf Stücken von Noël Coward basierende Revue Oh Coward!, bei deren Off-Broadway-Inszenierung Cook auch die Regie und Hauptrolle übernahm. Er trat bis Mitte der 1980er Jahre wiederholt auf weiteren Bühnen mit dem Stück auf. 1987 wurde er für seine Rolle in Oh Coward! für den Tony Award in der Kategorie Bester Hauptdarsteller in einem Musical nominiert, unterlag dort aber Robert Lindsay.
Ab Mitte der 1970er Jahre war Cook auch in größeren Filmproduktionen zu sehen. So trat er an der Seite von Robert Redford 1975 im Abenteuerfilm Tollkühne Flieger als Werfel auf. 1985 war Cook an der Seite von Tom Hulce und F. Murray Abraham in Miloš Formans Drama Amadeus als Graf Johann von Strack zu sehen. Im Erotikfilm 9½ Wochen übernahm er 1986 die Rolle des Kritikers Sinclair.
Roderick Cook starb am 17. August 1990 in seinem Haus in Los Angeles im Alter von 58 Jahren an einem Herzinfarkt.

## Theatrografie (Auswahl)
- 1961–1962: Kean (Broadway Theatre, New York; Darsteller)
- 1963–1964: The Girl Who Came to Supper (Broadway Theatre, New York; Darsteller)
- 1964: Roar Like a Dove (Booth Theatre, New York; Darsteller)
- 1969: Hadrian VII (Helen Hayes Theatre, New York; Darsteller)
- 1969: A Scent of Flowers (Martinique Theatre, New York; Darsteller)
- 1969–1970: Iphigenia in Aulis (Circle in the Square, Ford’s Theatre Society, Washington, DC; Darsteller)
- 1972–1973: Oh Coward! (New Theatre, New York; Autor, Regisseur und Darsteller)
- 1974: Oh, Coward! (Ford’s Theatre, Washington, DC; Autor, Regisseur und Darsteller)
- 1975–1976: Oh, Coward! (Hartford Stage, Hartford, Connecticut; Autor, Regisseur und Darsteller)
- 1980: The Man Who Came to Dinner (Circle in the Square Theatre, New York; Darsteller)
- 1981–1983: Woman of the Year (Palace Theatre, New York; Darsteller)
- 1982: The Ninth Step (Riverwest Theatre Company, New York; Regisseur)
- 1986–1987: Oh Coward! (Helen Hayes Theatre, New York; Autor, Regisseur und Darsteller)

## Filmografie (Auswahl)
- 1958: Cowslip 58 (Fernsehfilm)
- 1959: The Life and Death of Sir John Falstaff (Fernsehserie, 4 Episoden)
- 1959: Idol on Parade
- 1959: The Common Room (Fernsehserie, 1 Episode)
- 1960: Knight Errant Limited (Fernsehserie, 1 Episode)
- 1960: Deadline Midnight (Fernsehserie, 1 Episode)
- 1960: Emergency-Ward 10 (Fernsehserie, 1 Episode)
- 1960: Julius Caesar (Miniserie, 2 Episoden)
- 1960: Androcles and the Lion (Miniserie, 2 Episoden)
- 1961: Jango (Fernsehserie, 1 Episode)
- 1961: Tales of Mystery (Fernsehserie, 1 Episode)
- 1961: No Hiding Place (Fernsehserie, 1 Episode)
- 1961: Golden Girl (Fernsehserie, 2 Episoden)
- 1967: Soldier in Love (Fernsehfilm)
- 1970: All My Children (Fernsehserie, 1 Episode)
- 1973: Lotsa Luck! (Fernsehserie, 1 Episode)
- 1974: Winter unserer Liebe (Our Time)
- 1975: Tollkühne Flieger (The Great Waldo Pepper)
- 1978: Girlfriends
- 1983: Liebe, Lüge, Leidenschaft (One Life to Live, Fernsehserie, 1 Episode)
- 1984: Amadeus
- 1984: Jung und Leidenschaftlich – Wie das Leben so spielt (As the World Turns, Fernsehserie, 2 Episoden)
- 1984: Die Göttliche (Garbo Talks)
- 1984: Silent Madness
- 1986: Rockabye (Fernsehfilm)
- 1986: 9½ Wochen (9½ Weeks)
- 1988: Newhart (Fernsehserie, 1 Episode)
- 1988: Sledge Hammer! (Fernsehserie, 1 Episode)
- 1988: Sonny Spoon (Fernsehserie, 1 Episode)
- 1988: MacGyver (Fernsehserie, 1 Episode)
- 1988: Spellbinder – Ein teuflischer Plan (Spellbinder)
- 1988–1989: Die Tattingers (Tattingers, Fernsehserie, 14 Episoden)
- 1989: A More Perfect Union: America Becomes a Nation
- 1990: Mörder Clan (So Proudly We Hail, Fernsehfilm)
- 1992: Drei Wege in den Tod (Two-Fisted Tales, Fernsehfilm)
- 1992: Geschichten aus der Gruft (Tales from the Crypt, Fernsehserie, 1 Episode)